# Montigny (Seine-Maritime)
Montigny ist eine französische Gemeinde mit 1.281 Einwohnern (Stand: 1. Januar 2022) im Département Seine-Maritime in der Region Normandie. Sie gehört zum Arrondissement Rouen und zum Kanton Notre-Dame-de-Bondeville. Die Einwohner werden Montygnais genannt.

## Geographie
Montigny liegt etwa fünf Kilometer westnordwestlich von Rouen. Umgeben wird Montigny von den La Vaupalière im Norden, Canteleu im Süden und Osten, Saint-Martin-de-Boscherville im Westen sowie Hénouville im Nordwesten.

## Einwohnerentwicklung
| 1962                      | 1968 | 1975 | 1982 | 1990 | 1999 | 2006 | 2013 |
| ------------------------- | ---- | ---- | ---- | ---- | ---- | ---- | ---- |
| 681                       | 836  | 933  | 1028 | 1051 | 1114 | 1143 | 1113 |
| Quelle: Cassini und INSEE |      |      |      |      |      |      |      |

## Sehenswürdigkeiten
- Megalith
- Kirche Saint-Ouen aus dem 16. Jahrhundert
- Schloss aus dem 18. Jahrhundert